# パム・キルボーン
パム・キルボーン （Pamela Kilborn-Ryan、1939年8月12日 - ）は、オーストラリアの陸上競技選手。ハードル種目を得意とし、1964年東京オリンピック、1968年メキシコシティーオリンピックの80mハードルではそれぞれ銀、銅メダルを獲得。キルボーンは短距離、走幅跳、七種競技でもワールドクラスの選手であった。

## 経歴
キルボーンは1962年のコモンウェルスゲームズで、80mハードルと走り幅跳びで優勝を飾る。2年後の東京オリンピックには、80mハードルで挑戦。準決勝では世界タイ記録をマークするもの、決勝では東ドイツのカリン・バルツァー(Karin Balzer)、ポーランドのテレサ・チェプラ(Teresa Ciepły)と激戦の上、同タイムながら銅メダルに終わる。
キルボーンは東京オリンピックの後、1965年2月に80mハードルで10秒4の世界新記録をマーク。翌年1966年のコモンウェルスゲームズでは80mハードルと4×110ydリレーの2種目で金メダルを獲得。1967年には100mハードルで、それまでの世界記録を0.4秒更新する13秒3の世界新記録を樹立。1968年メキシコオリンピックでは80mハードルの優勝候補と目されていたが、同じオーストラリアの18歳のモーリン・ケアードに敗れ銀メダルに終わった。
1970年から80mハードルは100mハードルと距離が伸ばされる。同年に実施されたコモンウェルスゲームズでは、ケアードを破り金メダルを獲得。さらに4×100mリレーでも金メダルを獲得し、コモンウェルスゲームズでは3大会で計6個の金メダルを獲得した。
その後一時休養期間をおいて、1972年ミュンヘンオリンピックに3回目の出場を果たす。オリンピックの直前に12.93(12.5)秒の世界タイ記録を樹立し期待されたが、決勝では東ドイツのアンネリー・エアハルトらに敗れ4位に終わった。

## 記録
| 年   | 大会                   | 場所                       | 種目         | 結果 | 記録   |
| ---- | ---------------------- | -------------------------- | ------------ | ---- | ------ |
| 1962 | コモンウェルスゲームズ | パース(オーストラリア)     | 80mハードル  | 1位  | 11秒07 |
| 1962 | コモンウェルスゲームズ | パース(オーストラリア)     | 走幅跳       | 1位  | 6m27   |
| 1964 | オリンピック           | 東京(日本)                 | 80mハードル  | 3位  | 10秒5  |
| 1966 | コモンウェルスゲームズ | キングストン(ジャマイカ)   | 80mハードル  | 1位  | 10秒9  |
| 1968 | オリンピック           | メキシコシティ(メキシコ)   | 80mハードル  | 2位  | 10秒4  |
| 1970 | コモンウェルスゲームズ | エジンバラ(スコットランド) | 100mハードル | 1位  | 13秒27 |
| 1972 | オリンピック           | ミュンヘン(西ドイツ)       | 100mハードル | 4位  | 12秒98 |